# Taras Stepanenko
Taras Mykolajovytj Stepanenko (ukrainska: Тарас Миколайович Степаненко), född 8 augusti 1989 i Velyka Novosilka i Ukrainska SSR i Sovjetunionen, är en ukrainsk fotbollsspelare som spelar för Sjachtar Donetsk.

## Meriter

### Sjachtar Donetsk
- Premjer-liha: 2011, 2012, 2013, 2014, 2017, 2018, 2019
- Ukrainska cupen: 2011, 2012, 2013, 2016, 2017, 2018, 2019
- Ukrainska supercupen: 2010, 2012, 2013, 2014, 2015, 2017